# Incendie du cirque de Niterói
L'incendie du cirque de Niterói est survenu le 17 décembre 1961 dans la ville de Niterói, au Brésil. Un incendie dans la tente abritant une représentation à guichets fermés du Gran Circus Norte-Americano a fait plus de 500 morts. Il s'agit du pire incendie au Brésil.

## Cirque
Le Gran Circus Norte-Americano a été créé à Niterói le 15 décembre 1961. Il a été présenté comme le cirque le plus complet d'Amérique latine, avec environ 60 artistes, 20 autres employés et 150 animaux. Le propriétaire de cirque Danilo Stevanovich avait acheté une nouvelle tente en nylon et pesant six tonnes. Le cirque est arrivé à Niterói une semaine avant la première et s'est installé sur la Praça Expedicionário dans le centre-ville.

## Incendie
Avec 3000 personnes présentes, et à 20 minutes de la fin du spectacle, un trapéziste a remarqué l'incendie. En un peu plus de cinq minutes, le cirque a été complètement dévoré par les flammes. De toutes les victimes, 372 sont décédées immédiatement, le total atteignant 503 morts alors que d'autres ont succombé à leurs blessures. Environ 70 % des victimes étaient des enfants. Le chapiteau de cirque importé d'Inde avait été annoncé comme étant en nylon, mais était en fait du coton traité avec de la cire de paraffine, un matériau hautement inflammable.

## Enquête
L'incendie a rapidement été prétendu avoir été causé par un incendie criminel. Trois personnes ont été arrêtées et reconnues coupables d'avoir déclenché l'incendie. Des enquêtes indépendantes et des avis indiquent des problèmes électriques qui ont été dissimulés.